# ویلیام جی. باتلر
ویلیام جی. باتلر (انگلیسی: William J. Butler؛ ۱۸۶۰ – ۲۷ ژانویه ۱۹۲۷) بازیگر و فیلم‌نامه‌نویس اهل ایرلند بود.
از فیلم‌هایی که وی در آن نقش داشته‌است، می‌توان به بانگی از ژرفنا، تنبیه، بیداری او، رام کردن زن سرکش، محتکر گندم، نبرد، و در ایتالیای کوچک اشاره کرد.